# Oxycnemis advena
Oxycnemis advena är en fjärilsart som beskrevs av Augustus Radcliffe Grote 1882. Oxycnemis advena ingår i släktet Oxycnemis och familjen nattflyn. Inga underarter finns listade i Catalogue of Life.